# Ginatilan
Ginatilan è una municipalità di quinta classe delle Filippine, situata nella Provincia di Cebu, nella Regione del Visayas Centrale.
Ginatilan è formata da 14 baranggay:
- Anao
- Cagsing
- Calabawan
- Cambagte
- Campisong
- Canorong
- Guiwanon
- Looc
- Malatbo
- Mangaco
- Palanas
- Poblacion
- Salamanca
- San Roque